# ニホンカワウソ
ニホンカワウソ（日本川獺、学名：Lutra nipponまたはLutra lutra whiteleyi）は、日本に棲息していたカワウソ。日本のほぼ全国に広く分布していたが、1979年（昭和54年）を最後に目撃例がなく、2012年（平成24年）に絶滅種に指定された。
なお、ニホンカワウソは1964年（昭和39年）6月27日に日本国の天然記念物に指定されたのち、翌1965年（昭和40年）には特別天然記念物に指定されている。また、愛媛県の県獣でもある。

## 分布
明治時代までは礼文島、北海道、本州、四国、九州、壱岐島、対馬、五島列島まで日本の陸地から島々に至るまで広く棲息していたが、大正時代までには乱獲や開発によって棲息数が激減し、1928年（昭和3年）には狩猟の対象外へ指定された。
しかしその後も棲息数は減少を続け、1930年代から1950年（昭和25年）にかけて棲息が確認された地域は北海道、青森県東津軽郡油川町、秋田県仙北郡角館町檜木内川、山形県朝日山地、栃木県大田原市箒川および日光市西ノ湖（関東最後の記録とされる）、埼玉県、山梨県中巨摩郡宮本村荒川、長野県、奈良県吉野郡下北山村、和歌山県、兵庫県神崎郡川辺村、揖保郡越部村栗栖川および淡路島、四国地方、大分県のみとなった。しかし、本州及び九州本土の個体群はいずれも孤立した個体群であったため、1954年（昭和29年）頃までに絶滅したとみられている。
本州（沿岸島嶼を含む）で最後の個体群は、和歌山県和歌山市友ヶ島で1954年（昭和29年）に確認された個体群であったが、特に保護されることなく絶滅した。北海道産も、1955年（昭和30年）に斜里郡斜里川で捕獲されたのが最後の捕獲例である。
そのためニホンカワウソの分布域は、四国地方の愛媛県および高知県のみとなった。最後の捕獲例は、1975年（昭和50年）4月8日に愛媛県宇和島市九島で保護されたもので、生きた姿が最後に確認されたのは、1979年（昭和54年）6月に高知県須崎市の新荘川におけるものである。

## 形態
体長64.5-82.0cm、尾長35-56cm、体重5-11kg。外部計測値は韓国産のユーラシアカワウソとほぼ同じだが、頭骨形状に特徴があった。眼を水面から出して警戒できるよう、眼と鼻孔が顔の上方にあった。鼻孔は水中で閉じることができた。毛皮は二層からなり、外側に見える部分は粗い差毛、内側は細かい綿毛であった。差毛は水中で水に濡れて綿毛を覆い、綿毛に水が浸入するのを防いだ。このことにより水中での体温消耗を防ぐ効果があった。この良質な毛皮を目的とした乱獲が、絶滅の要因となった。

## 生態

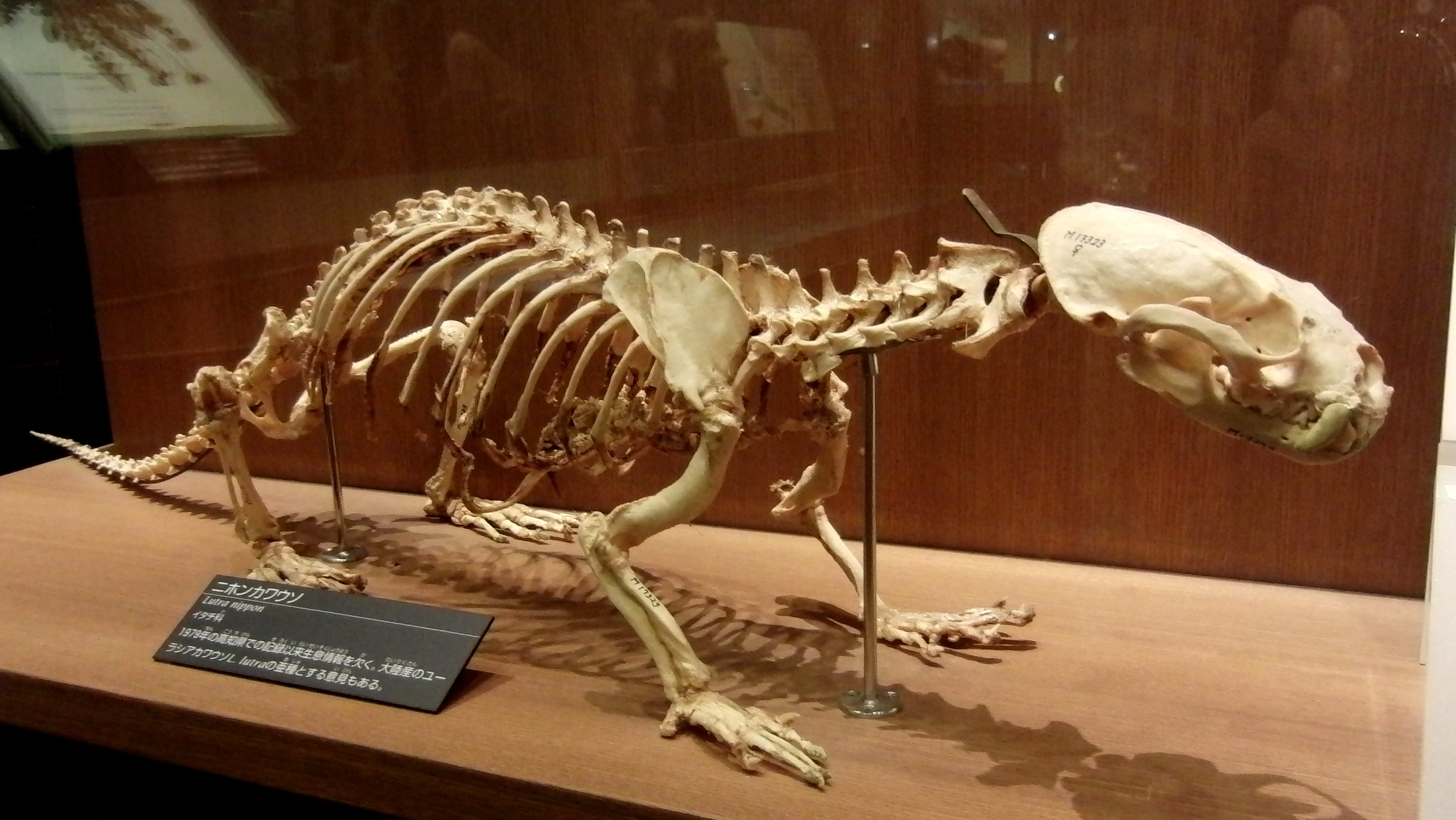
ニホンカワウソの骨格標本（国立科学博物館所蔵）

河川の中下流域、砂浜や磯などの沿岸部に単独で棲息していた。
主に夜行性で、魚類、テナガエビ、カニ、カエルなどを食べていた。1頭の行動域は十数kmにもおよび、この中に「泊まり場」と呼ばれる生活の拠点（岸辺近くの大木の根元の穴や岩の割れ目、茂みなど）を3、4か所もっていた。縄張り宣言のために、定期的に岩や草むらの上など目立つ位置に糞をする習性があった。
春から初夏にかけて水中で交尾を行い、61-63日の妊娠期間を経て2-5頭の仔を産んでいたと考えられている。仔は生後56日程で巣から出るようになり、親が来年に新たな繁殖を開始するころに独立していたと推定される。

## 分類
日本本土（本州以南）産を大陸産のユーラシアカワウソ (Lutra lutra) とは別種のL. nipponとするという立場と

、ユーラシアカワウソの亜種L. lutra nipponとする立場、またはL. lutra whiteleyiのシノニムとするといった立場がある。形態的・遺伝子的な研究が行われているが、2016年および2019年に発表された論文でも分類学的位置を確定するには至っていない。
北海道産はユーラシアカワウソの亜種L. l. whiteleyiとされるが、若齢個体の標本に基づく記載であることから分類学的位置は明らかではなく、残された標本数も少ないことから分類の再検討が行われていない。また、樺太（サハリン）や沿海地方はL. l. amurensisの分布域とされているが、L. l. whiteleyiとして記載された樺太産の標本もあり、ロシアでも分類は混乱している。2005年に発表された『Mammal Species of the World』の第3版では、L. l. amurensisとL. l. whiteleyiは基亜種L. l. lutraのシノニムとされている。
日本本土産は別種であるという立場
日本本土産の学名をL. nippon、北海道産の学名をL. l. whiteleyiとする。
1989年に今泉吉典と吉行瑞子により、高知県産の標本がユーラシアカワウソの大陸産基亜種L. l. Lutraや北海道産亜種L. l. whiteleyiなどとの比較から古い形質を残した種とされ、独立種として記載された。
Suzuki et al. (1996) におけるシトクロムb遺伝子の高知県産と神奈川県産の個体の標本を用いた塩基配列の比較では、ユーラシアカワウソ3亜種間の差異が4塩基、ホンドイタチとチョウセンイタチの差異が6塩基であるのに対して、ユーラシアカワウソ3亜種と高知県産のニホンカワウソの差異は7-9塩基であり、別種であると結論づけている。
ただし、Suzuki et al. (1996) の系統解析で用いられた塩基配列は短いことが指摘されている。
『Mammal Species of the World』ではL. nipponを独立種として認めているが、分布を日本広域とするなど北海道産の分類に見落としがあることが指摘されている。
日本本土産は別種「ではない」という立場
日本本土産、北海道産ともにユーラシアカワウソ (L. lutra) の亜種であり、学名の有効名はL. l.whiteleyiとしている。
日本本土産のニホンカワウソは他のユーラシアカワウソの亜種よりも遺伝的に離れているものの、その差は種と亜種の間であり、独立した種として扱うかどうかは議論の余地があり、より強い証拠を伴った追加の研究が必要であることが提案されている。形態学的な差も限定的であることが指摘されている。
国際自然保護連合は日本本土産のカワウソはユーラシアカワウソの亜種であるという立場を支持しており、L. nipponはL. l. whiteleyiの別名であるとみなしている。
また、日本の研究者と海外の研究者との間で分類体系の相違があり、『日本の哺乳類 改訂版』は『Mammal Species of the World』とは違い、日本産のカワウソがユーラシアカワウソ (L. lutra) を指していることが指摘されている。
環境省レッドリストは、Suzuki et al. (1996) に則った分類で本州以南と北海道の個体群を掲載しているが、本州以南個体群を亜種L. l. nipponとみなして北海道亜種L. l. whiteleyiと区別している。

### その他
Waku et al. (2016) は、神奈川県産と高知県産の標本を用いたミトコンドリアDNAによる系統推定により、本州以南の個体群にはユーラシアカワウソの内部（L. l. chinensisやL. l. lutra）に属する系統と、初期に分岐した系統が存在することを指摘している。
Park et al. (2019) は、具体的な科学的証拠なしにニホンカワウソをユーラシアカワウソが別種であると分類することで、将来的にニホンカワウソを歴史的範囲に復元・再導入する計画や議論の可能性を排除しかねないため、望ましくないと指摘している。

## 人間との関わり
人間にとって身近な存在であり、河童伝説の原型になったと考えられているほか、カワウソそのものも伝承に登場する。また、アイヌ語では「エサマン」と呼ばれ、アイヌの伝承にもしばしば登場している。七十二候の一つ（雨水初候）で獺祭魚（春になりカワウソが漁をはじめ魚を捕らえること）とある。
江戸時代の料理書『料理物語』には、「獣の部」において「川うそ」の名が記載されており、かつては食用となっていたとみられる。
ニホンカワウソは保温力に優れている毛皮や肺結核の薬となる肝臓を目的として、明治から昭和初期にかけて乱獲が進んだ。そのため北海道では、1906年（明治39年）当時年間891頭のカワウソが捕獲されていたが、12年後の1918年（大正7年）には年間7頭にまで減少した。このような乱獲が日本全国で行われたため、1928年（昭和3年）にニホンカワウソは日本全国で狩猟禁止となっている。
1954年（昭和29年）の時点で、ニホンカワウソは北海道、紀伊半島と愛媛県の瀬戸内海から宇和海にかけての沿岸部、高知県南西部の沿岸部および室戸岬周辺にわずかに棲息域を残すのみとなったが、農薬や排水による水質悪化、高度経済成長期における周辺地域の開発、河川の護岸工事等により、棲息数の減少に更なる拍車がかかった。さらに、漁具による溺死や生簀の食害を防ぐための駆除も大きな打撃となった。最後の個体群は当初猟師だけが知っていたもので、細々と密猟されていた。
須崎市の市民憲章には「のこそう かわうそのまち すさき」と謳われており、須崎市ニホンカワウソ保護基金条例を制定するなどしている。同市のマスコットキャラクター（ゆるキャラ）であるしんじょう君（新荘君）は、ニホンカワウソもモチーフにしている。

## 種の保全状態評価
- 絶滅（環境省レッドリスト）[1]
  - 昭和まで棲息していた哺乳類が「絶滅種」に指定されたのは初めて[22][出典無効]。なお愛媛県は2014年10月に更新した独自の「愛媛県レッドデータブック2014」[23]で、絶滅していないことを前提とする「絶滅危惧種」に引き続き指定している[24]。
- 日本国指定特別天然記念物（1965年6月24日）[25]
- ワシントン条約附属書I[2]

## 生存の可能性
1979年（昭和54年）6月の高知県での目撃以降発見例がなく、2012年に環境省は「カワウソのような中型の哺乳類が、人目に付かないまま長期間生息し続けていることは考えにくい」という理由で絶滅動物に指定した。しかし、近年四国を中心に日本各地で確証のない目撃例が断続的に続いている。これらの生存の可能性を指摘する専門家も多い。
1979年以降の四国での主な目撃例には、新荘川で1986年（昭和61年）10月にニホンカワウソの死体が発見されている。1989年（平成元年）に須崎市で撮影され、jiCC出版局レッドデータアニマルズに掲載された3枚の写真や、1996年（平成8年）3月20日に土佐清水市の海岸で撮影されたカワウソと思われる足跡の写真がある。なお、1993年（平成5年）には、新荘川の支流でフンと食べ残しの痕跡の報告例があるが、他の動物によるものとする可能性も排除できていない。2000年代以降でも2009年（平成21年）に高知県内で有力な目撃情報がある。
1989年（平成元年）6月27日、北海道旭川市神居古潭で車に轢かれたカワウソの死体が発見された。カワウソの死体は旭山動物園で各種調査が行われたが、調査の結果飼育下にあったユーラシアカワウソであると判明した。北海道ではこのほかにも、1997年（平成9年）に釧路総合振興局管内の厚岸湖に流れ込む別寒牛川でカワウソらしき動物が目撃されたとの報告もある。
北海道と四国以外では、富山県黒部川源流域に1969年（昭和44年）もしくは1980年代後半までニホンカワウソが棲息していた可能性が指摘されている。また、2016年（平成28年）に哺乳類学会誌「哺乳類科学」で発表された論文によると、1980年代初頭まで長崎県の五島列島福江島ではニホンカワウソが棲息していた可能性が指摘されている。
2017年（平成29年）2月に琉球大学が対馬で撮影したビデオの中に、カワウソと思われる生物が撮影されており、日本国内で生きた野生のカワウソの姿が確認されたのは38年ぶりとなった。7月には環境省による調査が行われ、島内には少なくとも2匹が棲息していることが判明し、また糞からはユーラシアカワウソのDNAが検出されている。
2018年（平成30年）4月に、栃木県那須町沼野井地区にて、カワウソの目撃情報が相次いでいることから、調査隊が編成されたが、2020年現在、未だ見つかっていない。
2020年には、高知市職員らによるグループが、高知県大月町でニホンカワウソらしき動物の姿を撮影した動画や写真を発表した。グループは食痕や巣穴などの証拠や写真解析を行った結果「ニホンカワウソ以外に考えられない」との結論を出す一方で、「画像が不鮮明でありニホンカワウソとの確証はない」との意見もでている。